# Boreus navasi
Boreus navasi is een schorpioenvlieg uit de familie van de sneeuwvlooien (Boreidae). De wetenschappelijke naam van de soort is voor het eerst geldig gepubliceerd door Pliginsky in 1914.
De soort komt voor in Oekraïne.